# 149/40 (semovente)
Il Semovente da 149/40 era un prototipo italiano di semovente propulso da un motore SPA da 183,44 kW (246 hp) e armato con un pezzo di artiglieria da 149 mm.

## Storia
L'Ansaldo, che produceva il cannone campale Mod. 1935 da 149/40 mm a traino meccanico, ritenne che una versione semovente su scafo cingolato sarebbe risultata meno costosa e di impiego più pratico.
Nel 1942 la direzione dello Stabilimento Artiglierie decise di procedere alla costruzione di un prototipo da sottoporre al Regio Esercito. Lo scafo fu costruito ex novo, sul quale il pezzo da 149 mm sarebbe stato montato nella parte posteriore, unito al gruppo di sterzo tipo preso dall'M15/42, a sospensioni del modello P26/40 opportunamente irrobustite per sopportare il peso del cannone. e a un motore SPA 228 a benzina da 246 hp.
La progettazione fu avviata nell'aprile 1942 ed il prototipo fu pronto nell'agosto 1943 ed effettuò alcune prove di tiro a Genova. Avrebbero dovute esserne preparate 20 unità entro il dicembre 1943, ma il particolare momento politico ne fece abbandonare la produzione.
Pochi giorni dopo le prove di tiro il prototipo fu requisito dai tedeschi, che lo designarono gepanzerte Selbstfahrlette M 43 mit 15 cm L/42 854(i), segno forse che il mezzo, informalmente, era citato dall'Ansaldo come "M.43". Il prototipo fu trasferito per ferrovia a Hillersleben in Germania, dove fu trovato dalle truppe statunitensi e trasferito negli Stati Uniti d'America all'Aberdeen Proving Ground nella contea di Harford nello stato del Maryland. Nell'inverno 2010/2011, quando il museo dell'artiglieria dello U.S. Army è stato trasferito a Fort Lee, presso Petersburg in Virginia, il semovente è stato trasferito presso Fort Sill in Oklahoma.

## Armamento
L'armamento coincide con il solo obice Ansaldo 149/40 Mod. 1935: aveva una gittata massima di quasi 22 km, con una velocità iniziale di 800 m/s e una cadenza di tiro di circa un colpo al minuto come cadenza normale (pari a 60 colpi orari).
Le prove di tiro, possibile solo con vomeri a terra, diedero un'ottima impressione sia per la stabilità che per la possibilità di operare su tutti i tipi di terreno. Inoltre rispetto al pezzo autotrainato da 149/40 presentava il vantaggio di poter essere messo velocemente in posizione, richiedeva una minore manodopera, era protetto negli organi di propulsione e pesava meno (24 tonnellate contro le 32 di cannone e due trattori per il trasporto).